# Östergötlands runinskrifter 36
Runinskrift Ög 36 består endast av ett fragment som nu förvaras i Fornåsa kyrkas tornkammare i Fornåsa socken i Motala kommun.
Fragmentet som är av ljusgrå kalksten har ornamentik kvar efter ett kors och spiralmotiv på båda sidorna. Höjden är 37 cm, bredden 27 cm och tjockleken 5-6 cm. Den är en av fyra bitar som hittats inkapslade i tornkammarens golv. Två av dessa är försedda med runor och de andra ornerade och det råder ingen tvekan om att bitarna ingått i en gavelhäll till en gravkista daterad till tiden 725-1100 e.Kr.
Troligen är det frågan om samma fragment som C F Nordenskiöld d. y. tidigare omtalat i en rapport.
En nästan komplett runsten, Ög 35, har även hittats framför dörren till kyrkans sakristia. Den finns nu i Östergötlands länsmuseum i Linköping. En mindre bit av denna ligger kvar i kyrkan.

### Fotnoter
1. ↑  Riksantikvarieämbetets fornminnesregister: 17:2
2. ↑  Riksantikvarieämbetet